# Chiesa di San Giorgio Martire (Trecenta)
La chiesa di San Giorgio Martire è la parrocchiale di Trecenta, in provincia di Rovigo e diocesi di Adria-Rovigo; fa parte del vicariato di Badia-Trecenta.

## Storia
Il primo luogo di culto di Trecenta dedicato a san Giorgio risulta essere presente già nel XII secolo nella località chiamata Pieve, ma di questo antico edificio rimane solo una testimonianza scritta precedente il 1144. Una nuova chiesa fu eretta con forme più ampie nel Cinquecento e consacrata il 23 giugno 1596 dal vescovo della sede ferrarese, diocesi di appartenenza, Giovanni Fontana. Nel 1618 venne edificato su iniziativa dell'allora parroco don Carlo Monaco il campanile. 
Nella seconda metà del Seicento, la chiesa non rispondeva più alle necessità del territorio e per questo fu ricostruita tra il 1678 e il 1691. La facciata, progettata da Vincenzo Santini, venne realizzata nel 1708. Nel 1729 una tromba d'aria danneggiò l'edificio, che venne pertanto restaurato nel 1767.
Nel 1819 questa chiesa, assieme a molte altre, passò dall'arcidiocesi di Ferrara alla diocesi di Adria. Nel 1882 fu posato il nuovo pavimento e, alla fine di aprile 1960, la chiesa venne finalmente consacrata.

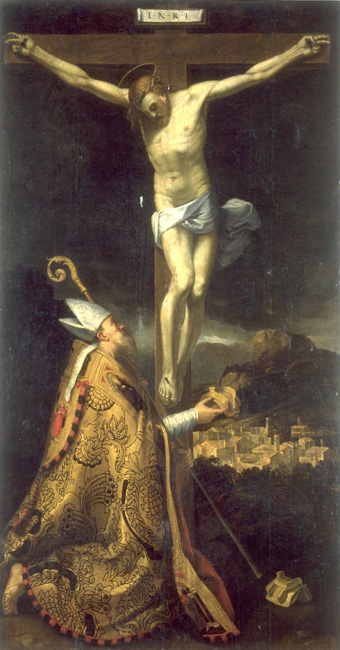
Giuseppe Mazzuoli il Bastaruolo San Eligio obispo adorando a Cristo crucificado

Nel 1960 fu collocato nel centro del presbiterio il nuovo altare rivolto al popolo in marmo bianco completo di pilastri in marmo rosa, per adempiere all'adeguamento liturgico delle chiese.

## Descrizione

### Esterno
La facciata principale a salienti, con orientamento est-ovest, si affaccia sul piazzale e anticipa, nella forma, l'interno a tre navate. Il lato sinistro del frontone è delimitato dalla canonica edificata negli ultimi anni del Settecento seguendo lo stile della chiesa. La facciata si sviluppa su due ordini in stile barocco, divisi dalla cornice marcapiano.

Il primo ordine diviso in cinque sezioni da lesene a colonna binate, complete di capitelli d'ordine dorico, ospita, nella sezione centrale il portale principale e due ingressi minori laterali nelle sezioni laterali corrispondenti alle navate. Il portale centrale è completo di paraste e architrave con la scritta DOMUS ORATIONIS, retta da due mensole e sormontato dal timpano triangolare che ospita una lapide in marmo nero datata 1701 dove è incisa la scritta a ricordo della sua collocazione per volontà e a spese di don Carlo Brunaldi. Il timpano è ornato da due angeli. Due nicchie completano le due sezioni che dividono le diverse apertura ospitano le statu in pietra raffiguranti: a sinistra san Giovanni Evangelista, mentre a destra san Carlo Borromeo, collocate tra il 1708 e il 1730.
Il secondo ordine è diviso in tre sezioni sempre da lesene ma con capitelli d'ordine ionico. La sezione centrale ospita in un grande riquadro l'affresco raffigurante il santo titolare che uccide il drago opera nel Novecento di Anselmo Baldissera di Sermide. Le sezioni sono delimitate da raccordi completi lateralmente di due copia di pinnacoli. Le due nicchie, poste in corrispondenza di quelle dell'ordine inferiore, ospitano le statue di san Rocco e san Sebastiano. Il frontone termina con il timpano triangolare che culmina con la statua della Madonne col Bambino e due angeli, mentre lateralmente due vasi concludono gli ornamenti.

### Interno
L'interno, con impianto basilicale e con pianta a croce latina, si compone di tre navate ospitanti undici altari, già citati nell'Ottocento nella relazione della visita pastorale dell'arcivescovo Alessandro Mattei anche se modificati successivamente, ed è di dimensioni notevoli. Si sviluppa con una lunghezza di 52,30 mt, e la larghezza di 25,25 coprendo una superficie di 1320 mq. Queste misure la rendono una delle più ampie della provincia di Rovigo. L'aula si presenta completamente stuccata con decori realizzati tra il 1754 e il 1757. Le navata sono divise da tre pilastri quadrati presenti su ogni lato che reggono le arcate a tutto sesto. La navata centrale di maggior altezza con volta a botte ospita, sopra gli arconi, il cornicione modanato, che percorre tutta l'aula fino alla zona presbiteriale, e le grandi apertura del claristerio inserite in profonde unghie, che ben illuminano l'aula. Le navate laterali ospitano le cappelle e gli undici altari.
La pavimentazione posata nel 1882, a causa del cattivo stato di conservazione del precedente pavimento in cotto, è in piastre di cemento policrome con disegni geometrici. Gli altari si presentano ricchi di decori, particolarmente importante l'altare in legno dorato dedicato a san Carlo Borromeo presente come primo della navata destra. Tra le numerose tele e opere che ornano gli altari, vi sono due dipinti d'ambito emiliano di autori ignoti posti sugli altari presenti nella navata di sinistra: Martirio di sant'Eurosia sull'altare a lei dedicato, e Madonna di Loreto con angelo custode e san Francesco d'Assisi datato 1669, sul terzo altare. 
Tra le opere presenti sugli altari, la più antica è  Sant'Eligio vescovo in adorazione del crocifisso opera del 1570 di Giuseppe Mazzuoli detto Bastarolo conservato sul lato sinistro del presbiterio, mentre la parte superiore del coro ospita la grande tela dell'artista Alberto Mucchiatti: San Giorgio che uccide il drago inserita nella grande cornice nel 1790.  Le raffigurazioni dei santi Pietro e Paolo, sono ospitate, sul lato destro, e sinistro del transetto opere di Carlo Bononi allievo del Mazzuoli, originariamente poste sul coro absidale. Dell'artista vi è anche la tela Adorazione dei Magi del 1598 presenta sull'altare dedicato all'Epifania.

## Galleria d'immagini

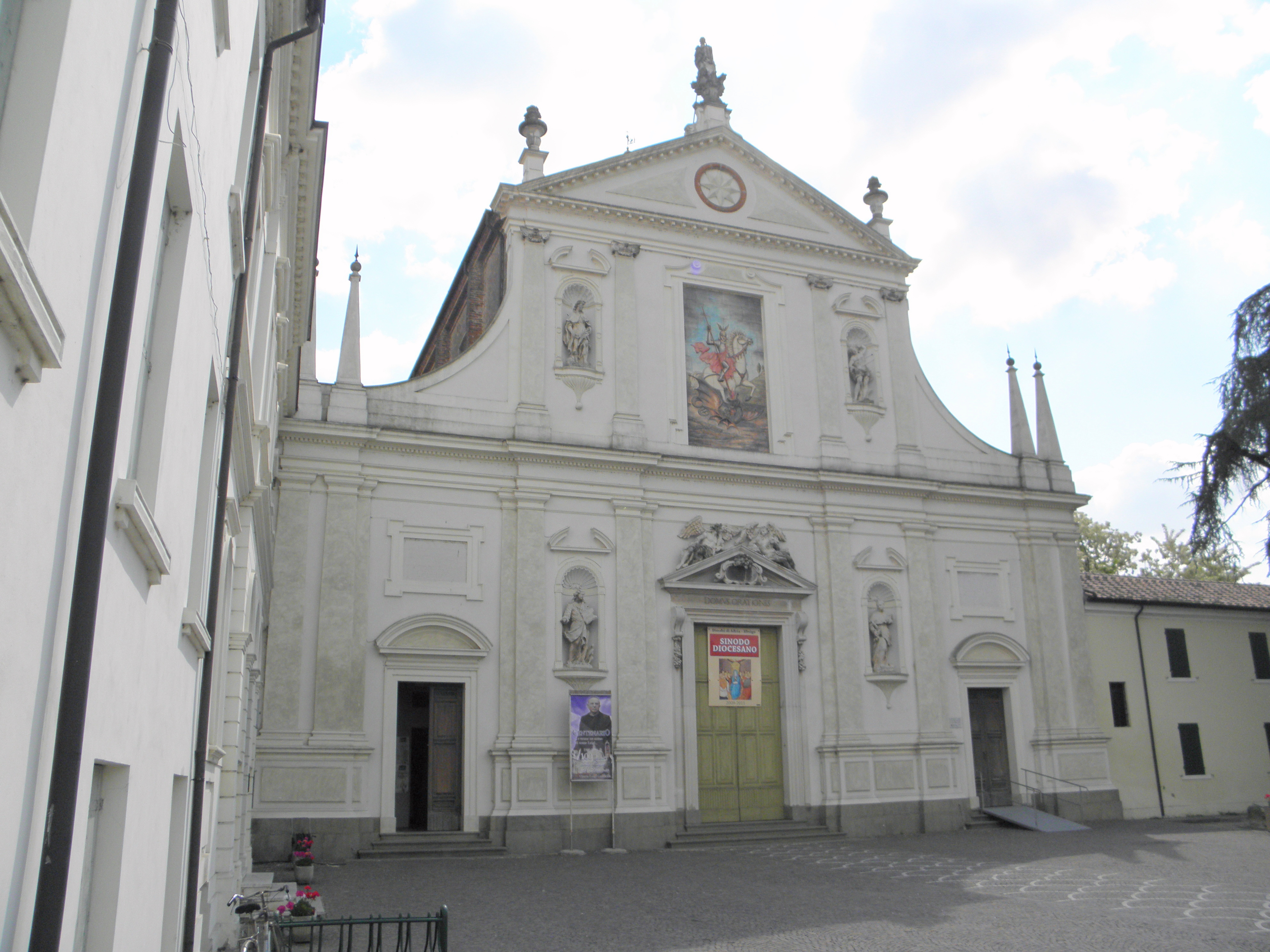
Facciata
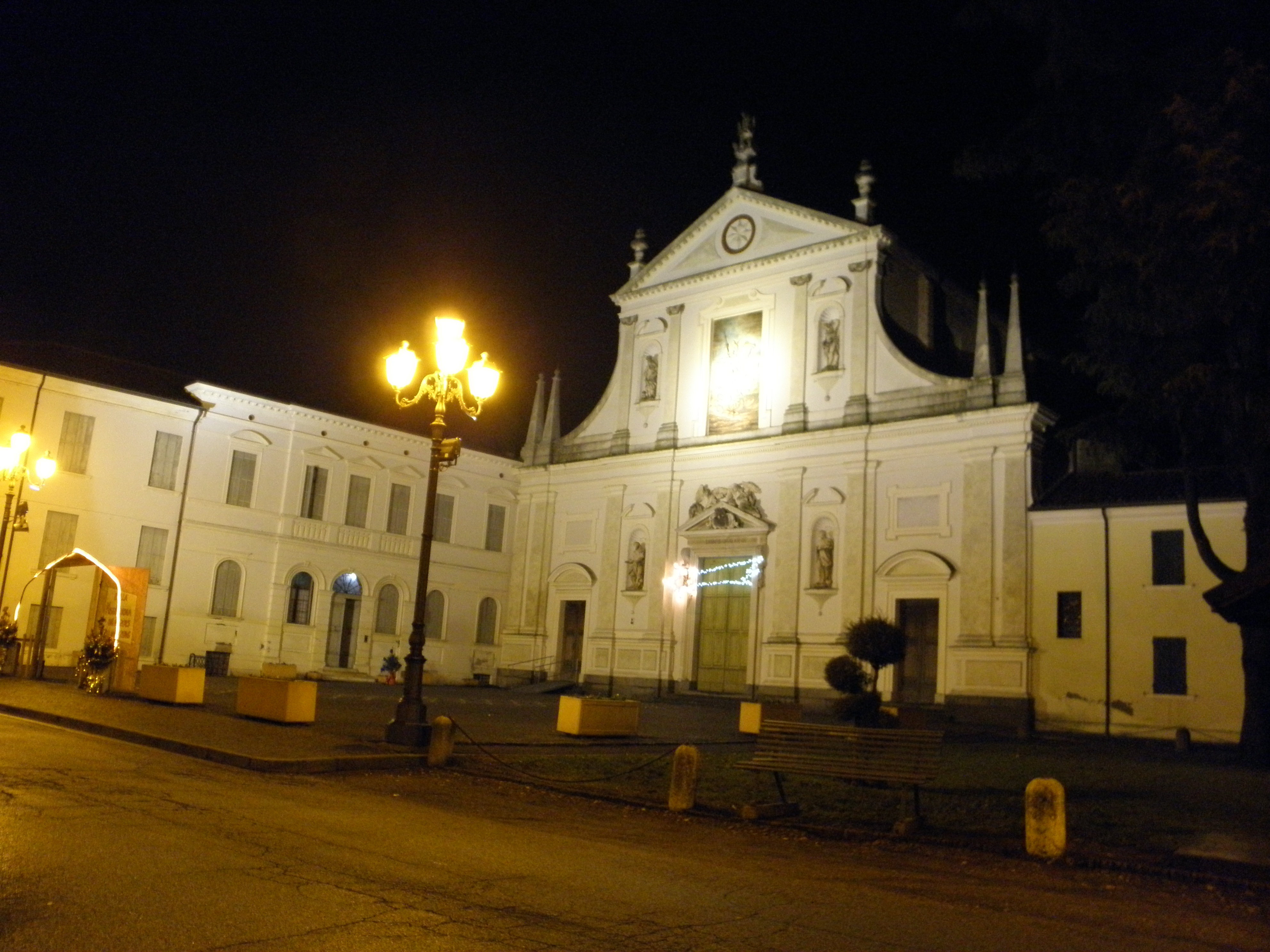
Facciata di notte
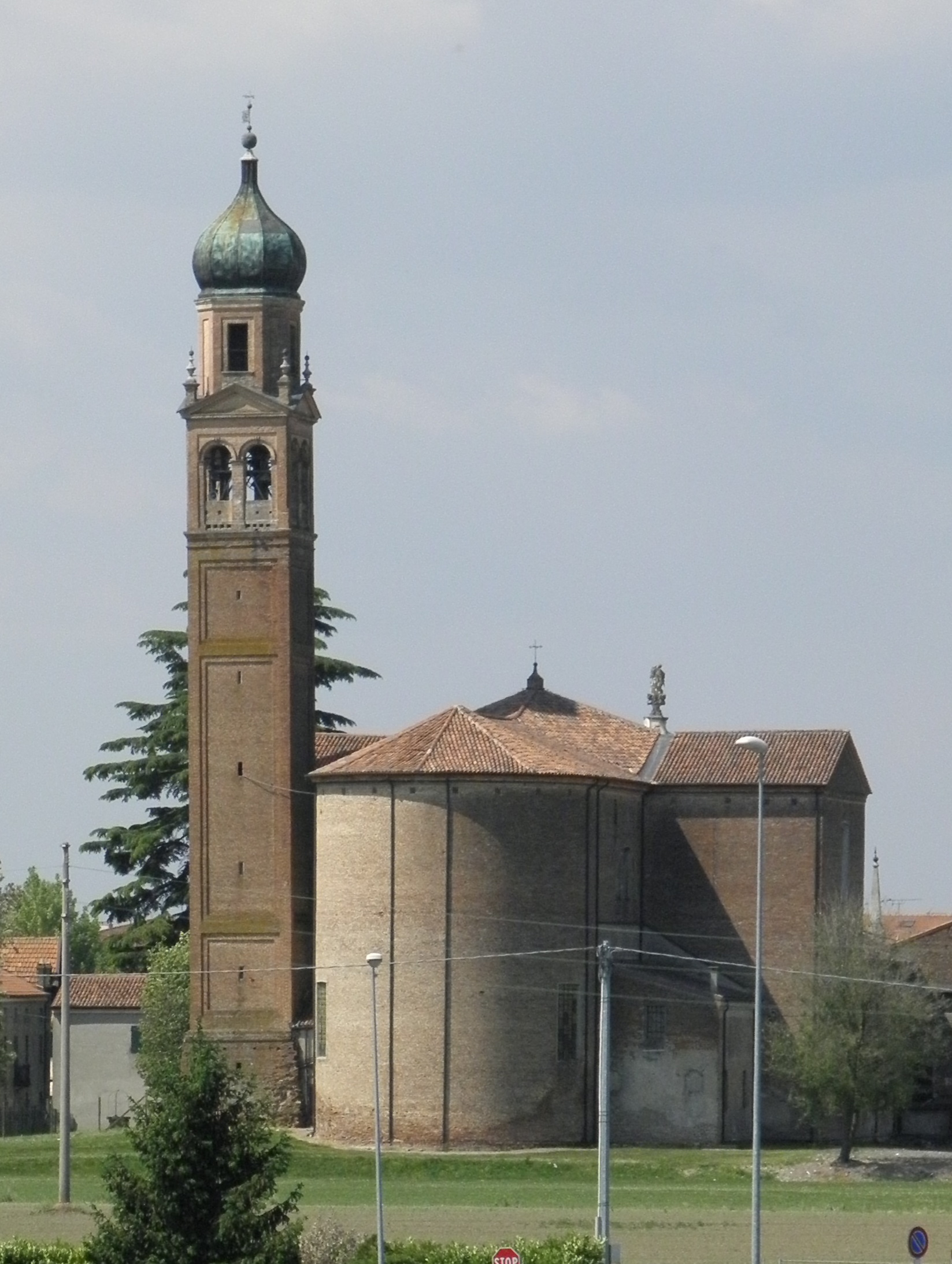
Abside e campanile
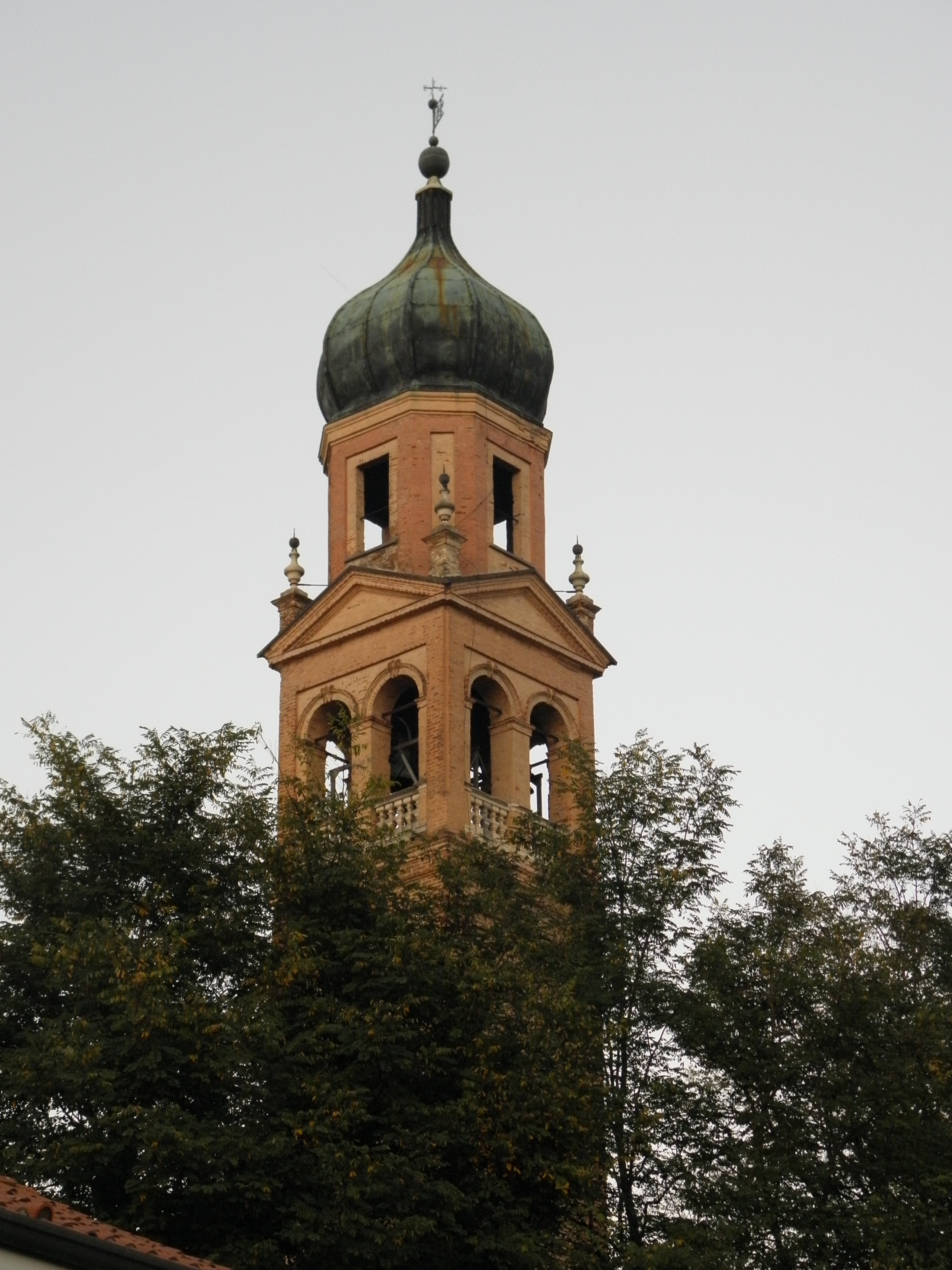
Campanile
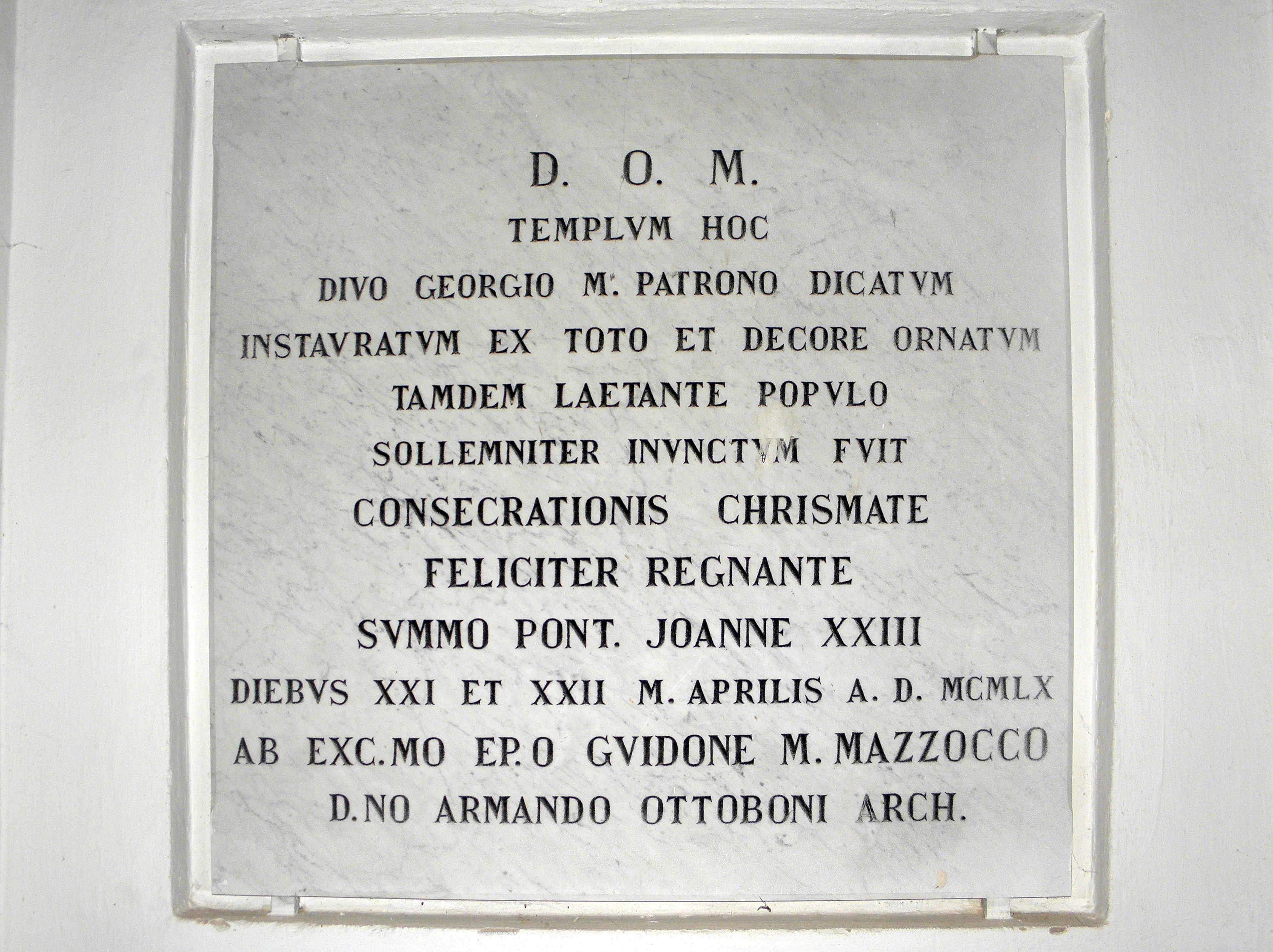
Targa posta all'interno